# Escobaria minima
Escobaria minima är en kaktusväxtart som först beskrevs av Ralph O. Baird, och fick sitt nu gällande namn av David Richard Hunt. Escobaria minima ingår i släktet Escobaria och familjen kaktusväxter. Inga underarter finns listade i Catalogue of Life.